# Gunung Gelombang
Gunung Gelombang är ett berg i Indonesien.   Det ligger i provinsen Sumatera Utara, i den västra delen av landet, 1 400 km nordväst om huvudstaden Jakarta. Toppen på Gunung Gelombang är 680 meter över havet, eller 137 meter över den omgivande terrängen. Bredden vid basen är 1,3 km.
Terrängen runt Gunung Gelombang är kuperad åt nordväst, men åt sydost är den bergig. Runt Gunung Gelombang är det ganska glesbefolkat, med 40 invånare per kvadratkilometer. I omgivningarna runt Gunung Gelombang växer i huvudsak städsegrön lövskog.